# بورصة دوالا
سوق دوالا للأوراق المالية هو السوق الرسمي للأوراق المالية في الكاميرون. تقع في دوالا.

## التاريخ
بدأ أصل السوق في دوالا في مشروع برعاية المجموعة الإقتصادية لدول وسط أفريقيا يتعلق بإنشاء أسواق الأوراق المالية في الجابون والكاميرون. هو اختصار للمجموعة الاقتصادية والنقدية لوسط أفريقيا .
تم إنشاء بورصة دوالا في ديسمبر 2001. القائمة الأولى كانت شركة الكاميرون للمياه المعدنية ، وهي شركة تابعة لشركة كاستل الفرنسية.
بورصة دوالا مملوكة لـ الرابطة المهنية لمؤسسات الائتمان في الكاميرون؛ المصالح الكاميرونية المشتركة ؛ ومن قبل الحكومة.

## روابط خارجية
- الموقع الرسمي